# Žižkův stůl (Lhota u Lysic)
Žižkův stůl je přírodní památka jihozápadně od obce Lhota u Lysic v okrese Blansko. Důvodem ochrany je ukázka periglaciálních forem reliéfu, zbytky listnatých porostů (s jilmem drsným), bohatá avifauna.

## Flóra
Území patří do 4. bukového stupně. Ve vrcholové části se nachází starý suťový les, kde stromové patro tvoří buk (Fagus), javor klen (Acer pseudoplatanus), javor mléč (Acer platanoides), lípa velkolistá (Tilia platyphyllos), jilm drsný (Ulmus glabra) a habr (Carpinus), na svazích převládají květnaté bučiny a smrkový porost.
V bylinném patře se vyskytuje kyčelnice devítilistá (Dentaria enneaphyllos), sasanka pryskyřníkovitá (Anemone ranunculoides) a kruštík širolistý (Epipactis helleborine).
V keřovém patře je k nalezení brslen bradavičnatý (Euonymus verrucosus).

## Vodstvo
Severní hranici přírodní památky tvoří Lysický potok.

## Geologie
Ve vrcholové části vystupují na povrch rulové skalky s formami mrazového zvětrávání ve formě stupňovitě uspořádaných mrazových srubů, puklinových jeskyněk a hranáčových hald. Půda je tvořena kambizeměmi přecházejícími do ranků.

## Fotogalerie

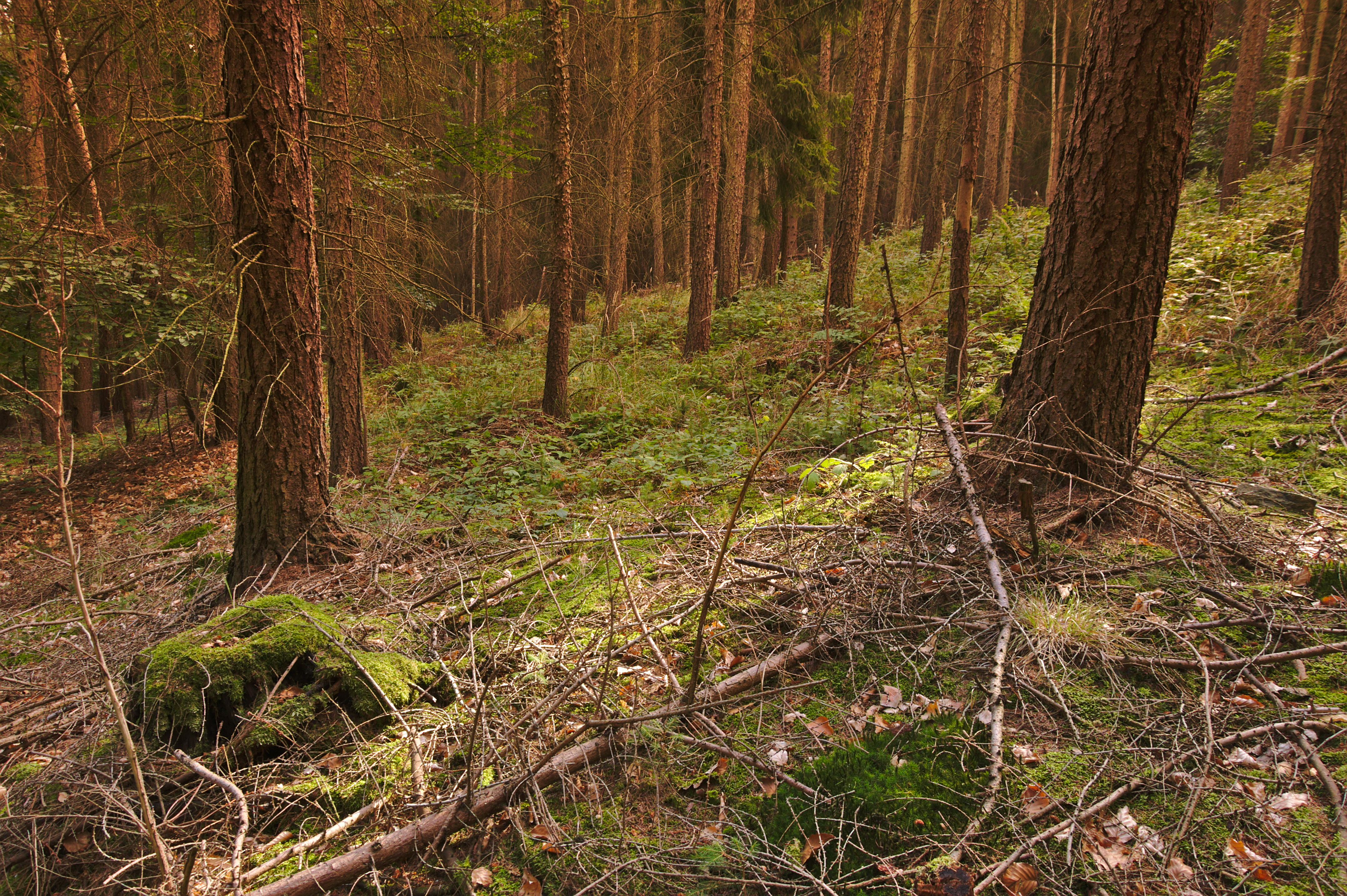
Stromové patro
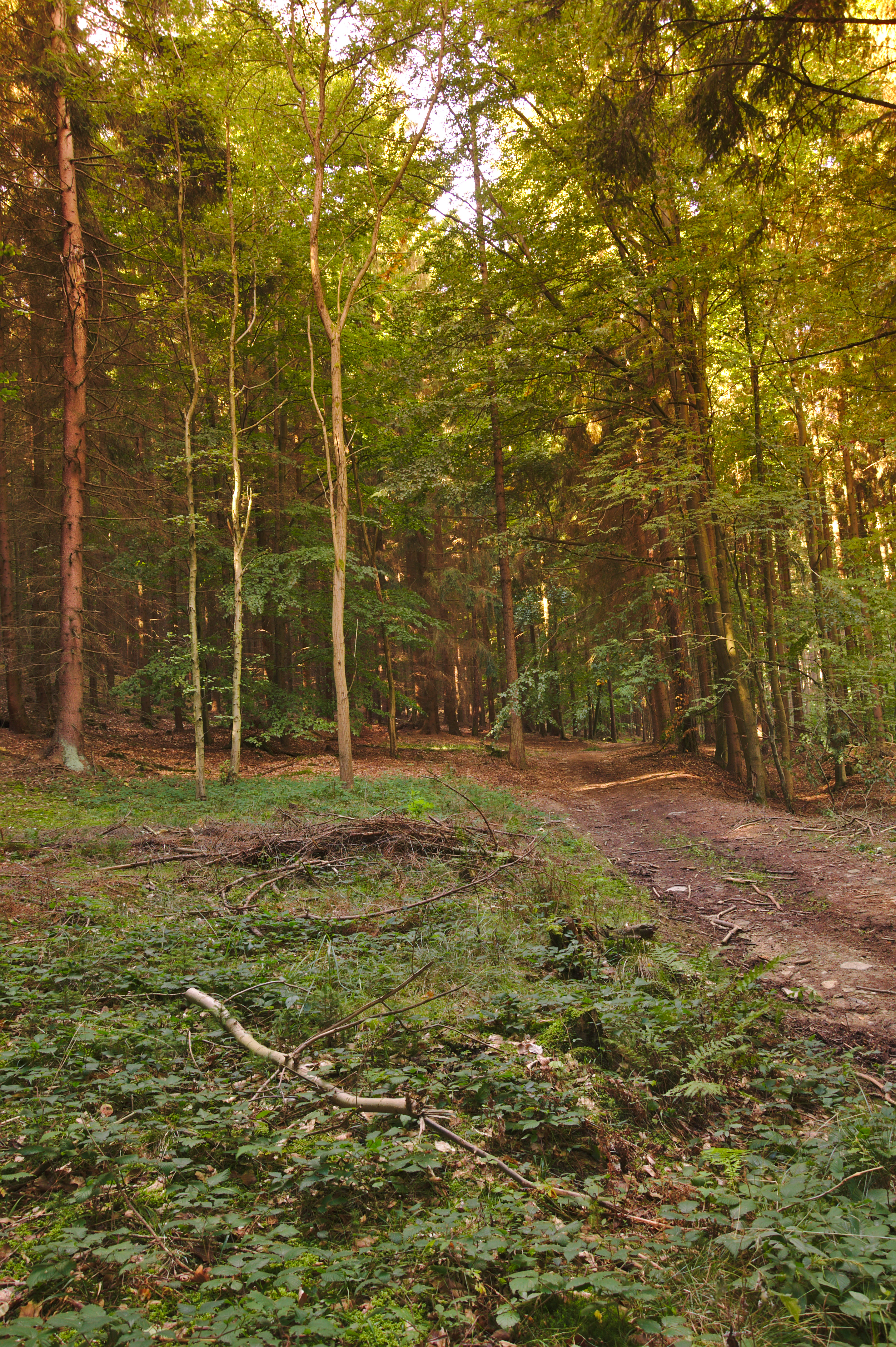
Severní hranice
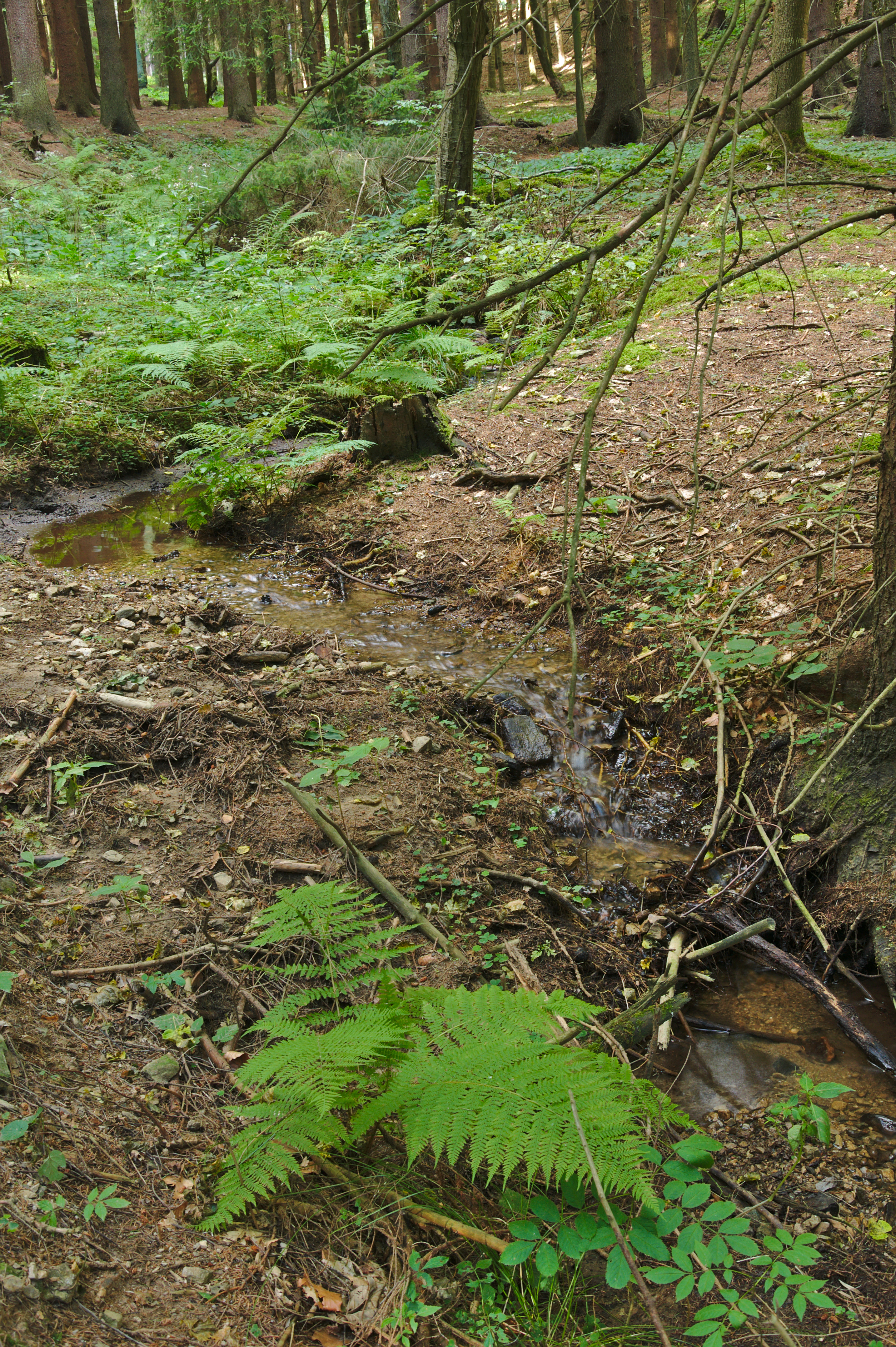
Lysický potok
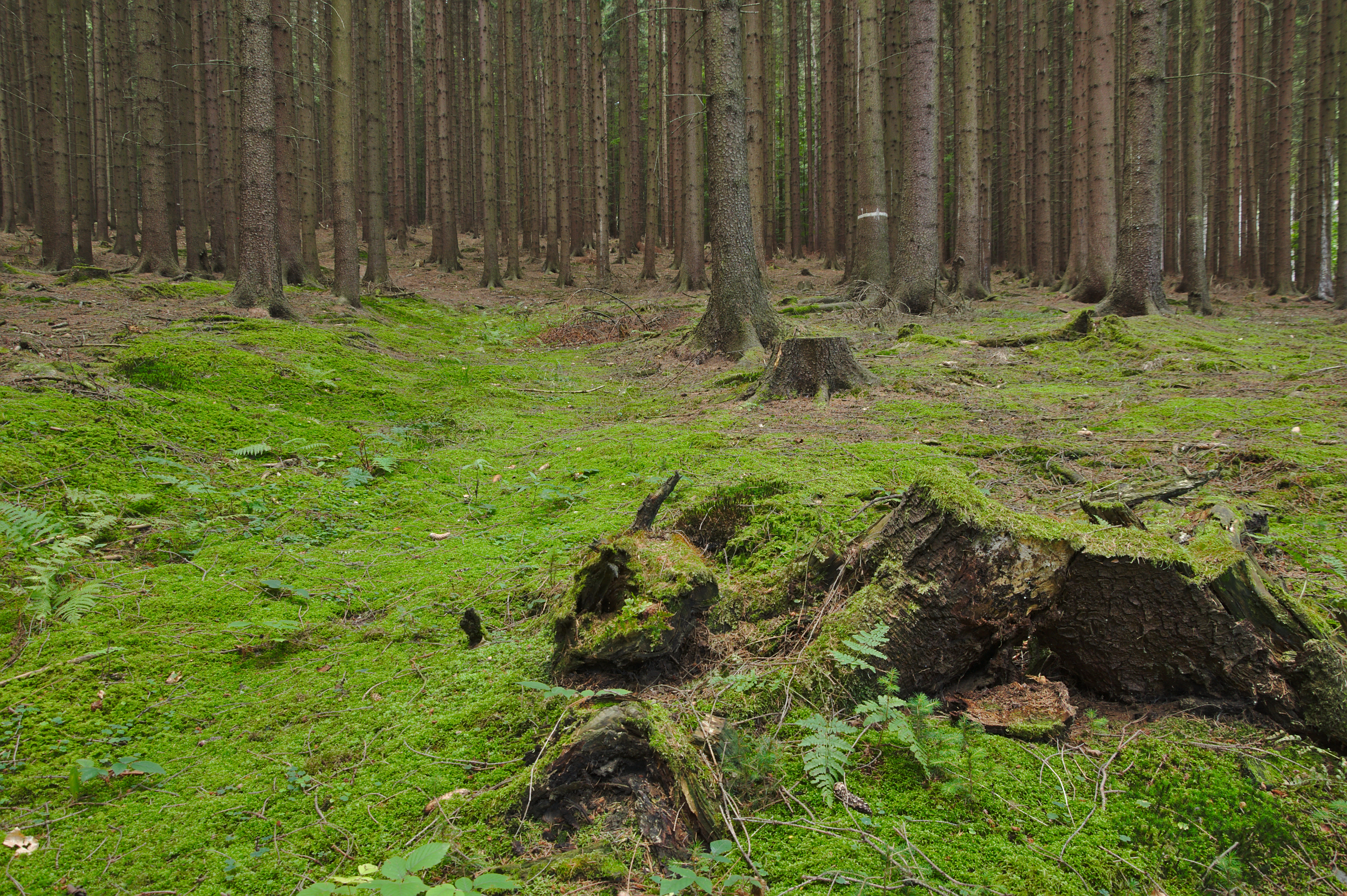
Mechový porost
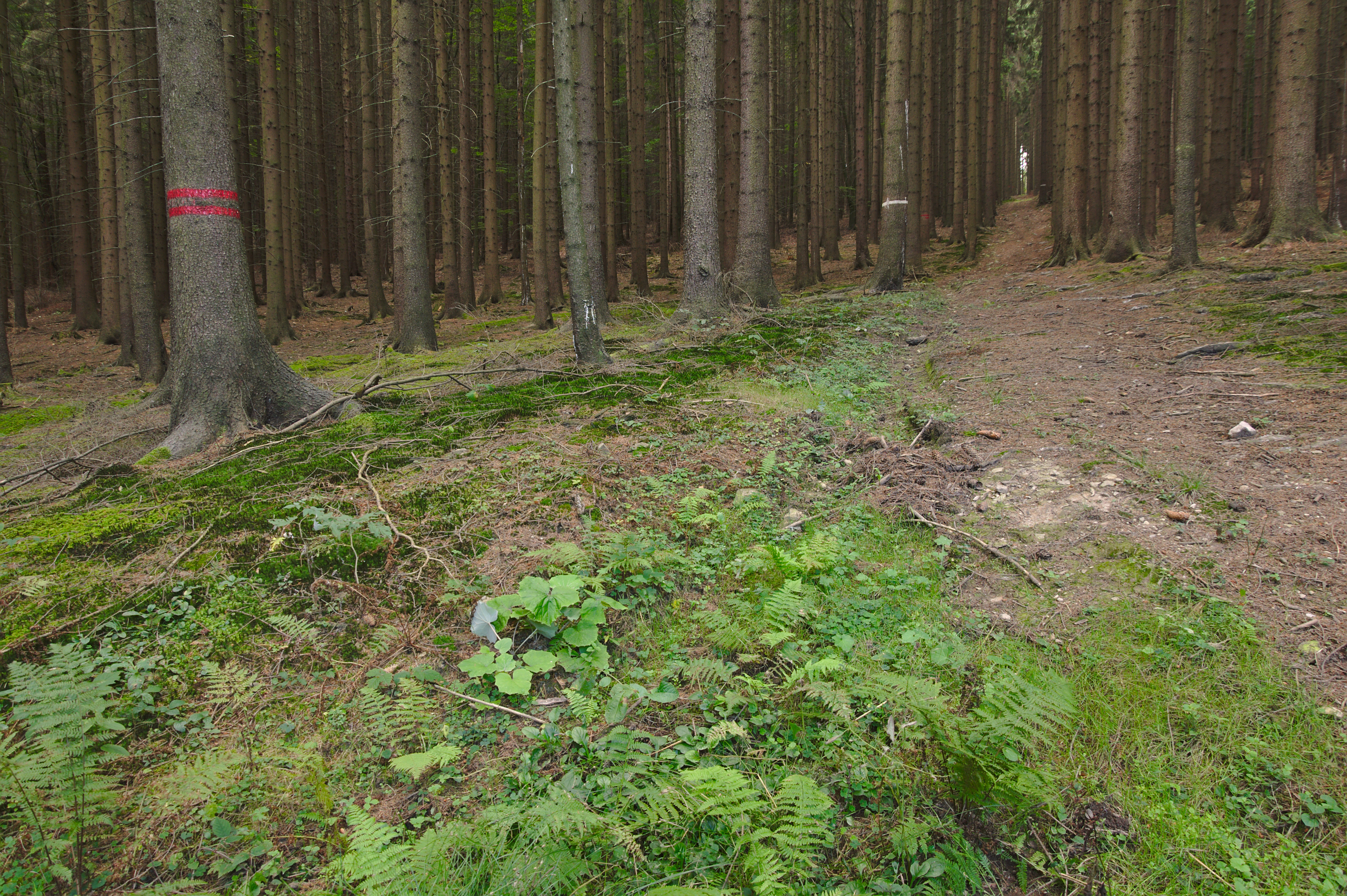
Západní hranice
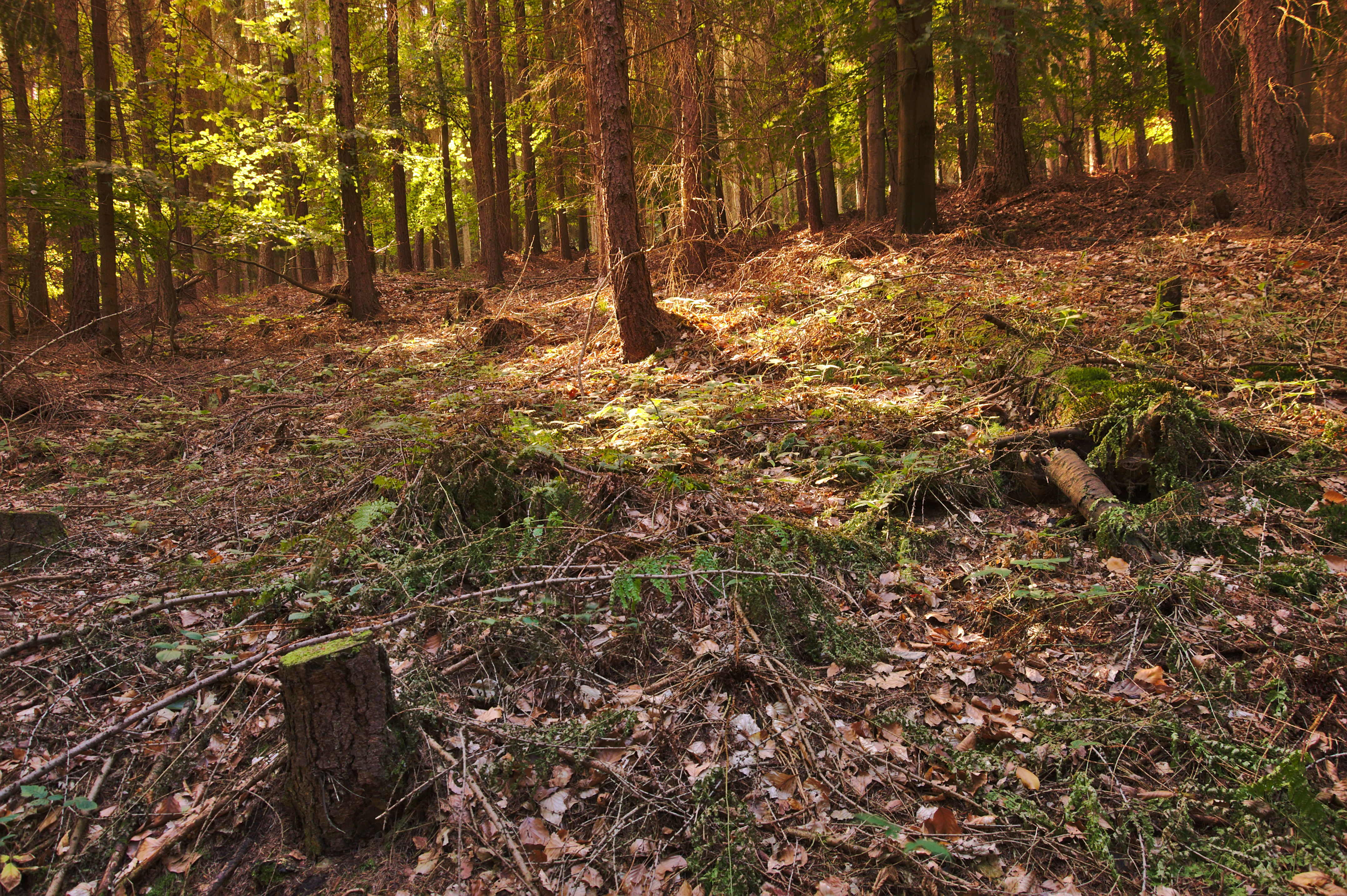
Stromové patro